# V1429 Aquilae
V1429 Aquilae är en dubbelstjärna belägen i den norra delen av stjärnbilden Örnen. Den har en högsta skenbar magnitud av ca 9,79 och kräver ett teleskop för att kunna observeras. Baserat på parallax enligt Gaia Early Data Release 3 på ca 0,22 mas beräknas den befinna sig på ett avstånd av ca 15 000 ljusår (ca 4 500 parsec) från solen. Den rör sig bort från solen med en heliocentrisk radialhastighet av ca 31 km/s. Uppskattningar av avståndet för V1429 Aquilae gjorda med indirekta metoder sträcker sig dock mellan 2,4 och 4,3 kiloparsec (9 800-14 000 ljusår), med 3 kpc som vanligen används, Gaia EDR3-parallaxen 0,2224 ± 0,0203 mas tyder på ett något större avstånd.

## Observation
V1429 Aquilae är en enkelsidig spektroskopisk dubbelstjärna. Existensen av en följeslagare härleds från de mycket periodiska variationerna i den radiella hastigheten för dess spektrallinjer och av lika periodiska variationer i ljusstyrka och spektrallinjeprofiler. Det är oklart om det finns partiella förmörkelser av den större stjärnan eller bara av gas som omger stjärnorna.
Omloppsperioden är väldefinierad till 60,7 dygn och omloppsbanan är måttligt excentrisk (0,244). Primärstjärnan fyller dess roche-lob under åtminstone en del av omloppsbanan. De andra egenskaperna hos omloppsbanan är omtvistade. Omloppshastigheten för följeslagaren är okänd, och de möjliga banlutningarna begränsar inte tillräckligt de möjliga modellerna av systemet. Antaganden baserade på i stort sett liknande data ger väldigt olika resultat för stjärnornas massa, från 5 till 40 solmassor för primärstjärnan.
En tredje stjärna är synlig på infraröda bilder drygt en bågsekund bort. Det är statistiskt troligt att den befinner sig i en vid omloppsbana kring det spektroskopiska paret, på ett avstånd av ca 5 700 AE.
Systemet innehåller material som överförs från primärstjärnan till följeslagaren samt material som omger båda stjärnorna. En tät gasklump nära systemets masscentrum, som roterar tillsammans med stjärnorna, producerar huvuddelen av spektrumets emissionslinjer. Ett mer diffust område av gas omger båda stjärnorna och producerar vissa absorptionskomponenter i spektrumet.
Hela systemet är omgivet av ett skal av material med en diameter på ca 0,8 parsec, förutsatt att MWC 314 ligger 3 000 parsec bort. Detta visas i infraröda bilder som en cirkulär ring 25 bågsekunder från den centrala stjärnan. Det finns en mycket större bipolär nebulosa som upptäckts genom dess Hα-strålning. Den har en utsträckning av 13 parsec.

## Variabilitet

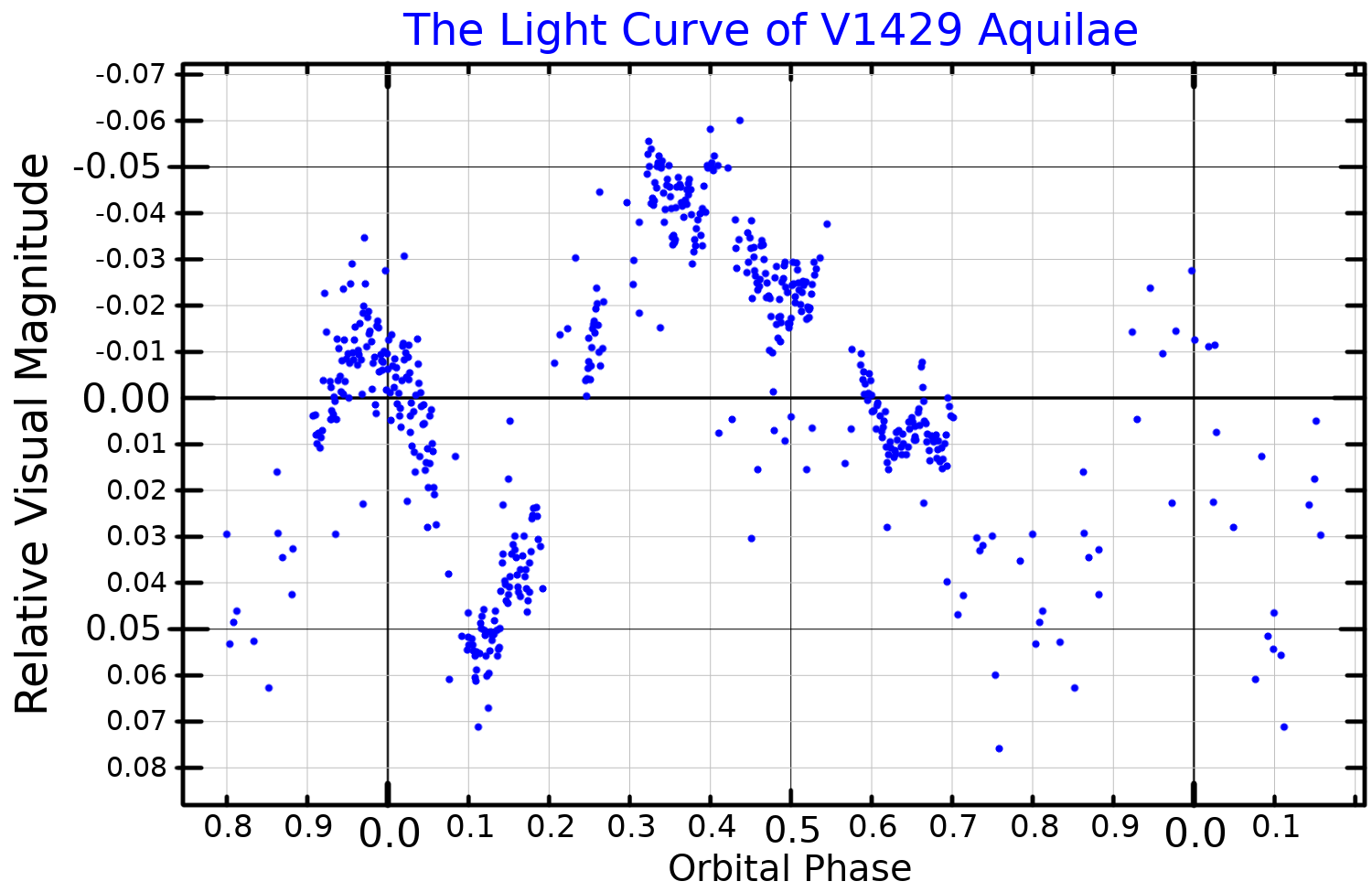
Ljuskurva i synliga bandet för V1429 Aquilae, plottad från Richardson et al. (2016).

Variabiliteten av V1429 Aquilae:s ljusstyrka rapporterades första gången av Anatoly S. Miroshnichenko 1996, baserat på fotometri utförd från 1990 till 1995. Den fick 1997 dess variabelbeteckning. V1429 Aquilae visar ljusstyrkevariationer på ca 0,3 magnituder med en period av 4,16 dygn. Inga långsiktiga variationer i ljusstyrka har upptäckts under flera decennier av observationer. Profilerna för många spektrallinjer varierar också med samma period, delvis producerade av variationer av radiell hastighet. Absorptions- och emissionslinjerna visar olika radiella hastighetsamplituder, men med samma period. De flesta av dessa variationer kan förklaras av att de två stjärnornas omloppsbana och att material överförs från primärstjärnan till följeslagaren, där gasen medverkar till partiella förmörkelser, och möjligen också partiella förmörkelser av själva stjärnorna  De två stjärnorna förvrängs också till ellipsoida former av dess gravitation och varierar i ljusstyrka när de roterar.
Förutom omloppsvariationerna har två pulseringslägen observerats med amplituder på några tusendelar av en magnitud och perioder på 0,77 och 1,42 dygn

## Egenskaper
Primärstjärnan V1429 Aquilae A är en blå superjättestjärna av  spektralklass B3 Ibe. Den har en massa av ca 40 solmassor, en radie av ca 87 solradier och utsänder energi från dess fotosfär motsvarande ca 710 000 gånger solen vid en effektiv temperatur av ca 18 000 Stjärnans fysiska parametrar och dess spektrum stämmer in på en lysande blå variabel (LBV). Även om den inte har visat de definierande utbrotten och spektrala variationerna, tyder de omgivande nebulosorna på episoder av kraftig massförlust i det förflutna. Alternativt kan den vara en superjätte Be-stjärna.
Följeslagaren, V1429 Aquilae B kan inte observeras, men genom att göra vissa antaganden, främst om förekomsten av en partiell förmörkelse av primärstjärnan, kan dess massa och vissa fysikaliska egenskaper uppskattas, vilket ger en massa på 26 solmassor, en radie av ca 20 solradier och en temperatur på ca 6 200 K, men dessa är spekulativa. En nyare undersökning av LBV satte V1429 Aquilae B ljusstyrka mycket högre till 3 800 000 gånger solen. Stjärnans ålder har uppskattats till ca 6 miljoner år.